# Zlatna
Zlatna (in latino Ampellum, in ungherese Zalatna, in tedesco Schlatten), è una città della Romania di 8 276 abitanti, ubicata nel distretto di Alba, nella regione storica della Transilvania.
L'esistenza della località chiamata Ampellum è testimoniata da un documento dell'imperatore romano Antonino Pio del 158. Durante l'impero di Settimio Severo Ampellum venne elevata al rango di municipium, divenendo la località più importante dei monti Apuseni e sede di una guarnigione della Legio XIII Gemina.